# Priestley-érem
A Priestley-érem (angolul Priestley Medal) az American Chemical Society (Amerikai Kémiai Társaság) legnagyobb kitüntetése.

## Díjazottak

### 1920-as évek
- 1923 Ira Remsen
- 1926 Edgar F. Smith
- 1929 Francis P. Garvan

### 1930-as évek
- 1932 Charles L. Parsons
- 1935 William A. Noyes
- 1938 Marston T. Bogert

### 1940-es évek
- 1941 Thomas Midgley, Jr.
- 1944 James Bryant Conant
- 1945 Ian Heilbron
- 1946 Roger Adams
- 1947 Warren K. Lewis
- 1948 Edward R. Weidlein
- 1949 Arthur B. Lamb

### 1950-es évek
- 1950 Charles A. Kraus
- 1951 E. J. Crane
- 1952 Samuel C. Lind
- 1953 Robert Robinson
- 1954 W. Albert Noyes, Jr.
- 1955 Charles A. Thomas
- 1956 Carl S. Marvel
- 1957 Farrington Daniels
- 1958 Ernest H. Volwiler
- 1959 H. I. Schlesinger

### 1960-as évek
- 1960 Wallace R. Brode
- 1961 Louis P. Hammett
- 1962 Joel H. Hildebrand
- 1963 Peter J. W. Debye
- 1964 John C. Bailar, Jr.
- 1965 William J. Sparks
- 1966 William Oliver Baker
- 1967 Ralph Connor
- 1968 William G. Young
- 1969 Kenneth S. Pitzer

### 1970-es évek
- 1970 Max Tishler
- 1971 Frederick D. Rossini
- 1972 George B. Kistiakowsky
- 1973 Harold C. Urey
- 1974 Paul Flory
- 1975 Henry Eyring
- 1976 George S. Hammond
- 1977 Henry Gilman
- 1978 Melvin Calvin
- 1979 Glenn T. Seaborg

### 1980-as évek
- 1980 Milton Harris)
- 1981 Herbert Charles Brown
- 1982 Bryce Crawford, Jr.
- 1983 Robert Mulliken
- 1984 Linus Pauling
- 1985 Henry Taube
- 1986 Karl August Folkers
- 1987 John D. Roberts
- 1988 Frank H. Westheimer
- 1989 George C. Pimentel

### 1990-es évek
- 1990 Roald Hoffmann
- 1991 Harry Gray
- 1992 Carl Djerassi
- 1993 Robert W. Parry
- 1994 Howard E. Simmons
- 1995 Sir Derek H. R. Barton
- 1996 Ernest L. Eliel
- 1997 Mary L. Good
- 1998 F. Albert Cotton
- 1999 Ronald Breslow

### 2000-es évek
- 2000 Darleane C. Hoffman
- 2001 Fred Basolo
- 2002 Allen J. Bard
- 2003 Edwin J. Vandenberg
- 2004 Elias James Corey
- 2005 George A. Olah (Oláh György)
- 2006 Paul S. Anderson
- 2007 George M. Whitesides
- 2008 Somorjai Gábor (Gabor A. Somorjai)
- 2009 M. Frederick Hawthorne

### 2010-es évek
- 2010 Richard Zare
- 2011 Ahmed H. Zewail
- 2012 Robert S. Langer
- 2013 Peter J. Stang
- 2014 Stephen J. Lippard[1]
- 2015 Jacqueline Barton[2]
- 2016 Mostafa El-Sayed
- 2017 Tobin J. Marks
- 2018 Geraldine L. Richmond
- 2019 Karl Barry Sharpless

### 2020-as évek
- 2020 JoAnne Stubbe
- 2021 A. Paul Alivisatos
- 2022 Peter Dervan[3]
- 2023 Cato T. Laurencin[4]
- 2024 Carolyn R. Bertozzi[5]
- 2025 Frances Arnold[6]